# Ófærufoss
Ófærufoss és una cascada situada a l'abisme d'Eldgjá, al centre d'Islàndia. Fins a principis dels anys 1990, hi havia un arc natural sobre la cascada, però finalment va caure per causes naturals.

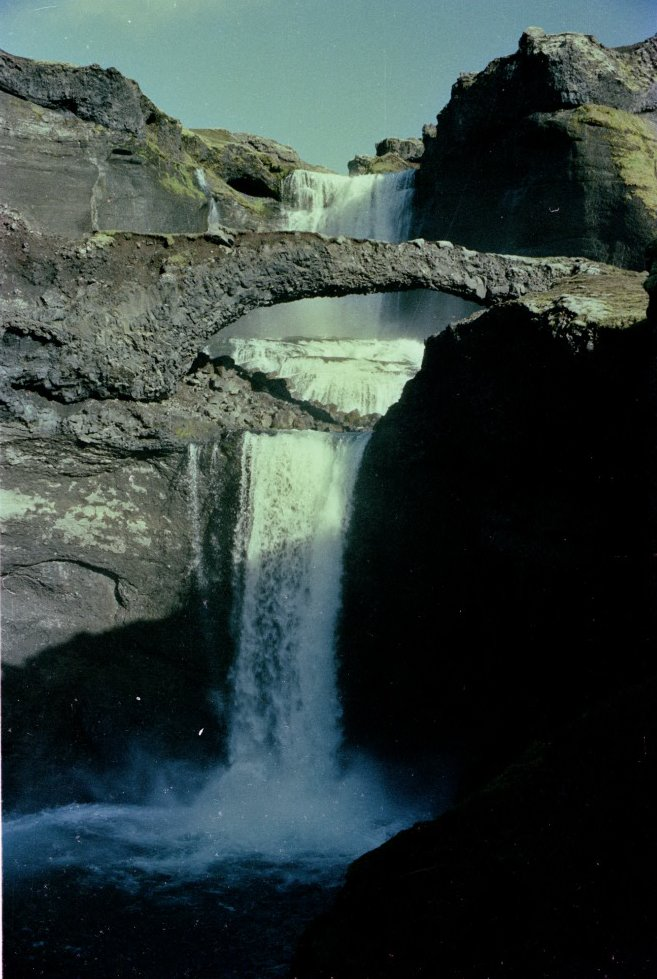
Ófærufoss amb l'arc natural l'any 1984.